# ملیسا پی.
ملیسا پی (انگلیسی: Melissa P.) فیلمی به کارگردانی لوکا گوادانینو است. از بازیگران آن می‌توان به ماریا والورده، جرالدین چاپلین، کلاودیو سانتاماریا و جولیو بروتی اشاره کرد.